# 立正佼成會
立正佼成會（日语：／ Risshō Kōsei Kai），原稱「大日本立正交成会」，是日本佛教日蓮宗系的新興宗派之一，是一以法華三部經為依據的佛教在家修行團體，2001年時在日本約有670萬的信眾，2017年文化廳所出版之《平成29年版宗教年鑑》記載的信眾數目為2,725,561人。

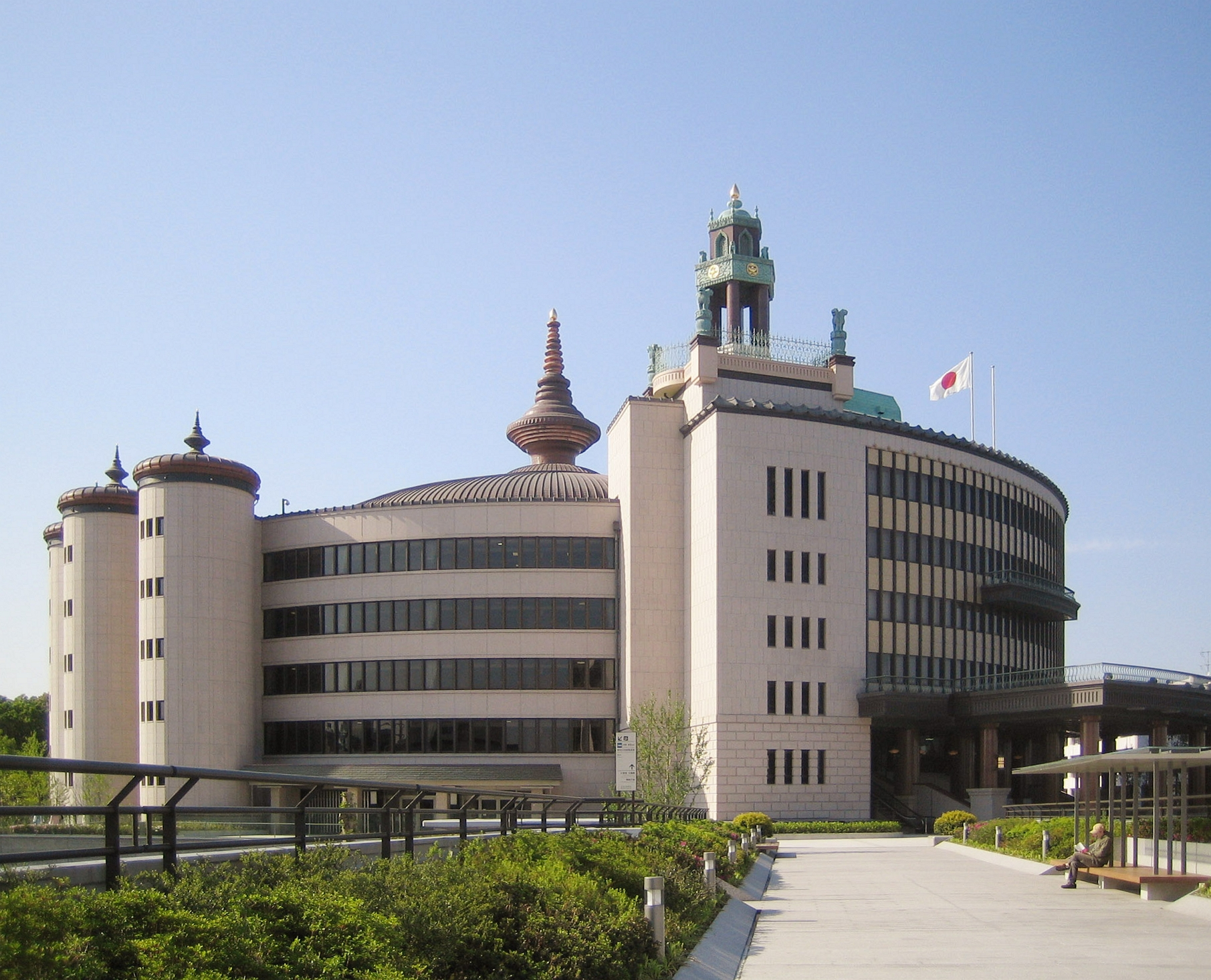
立正佼成會本部修道場

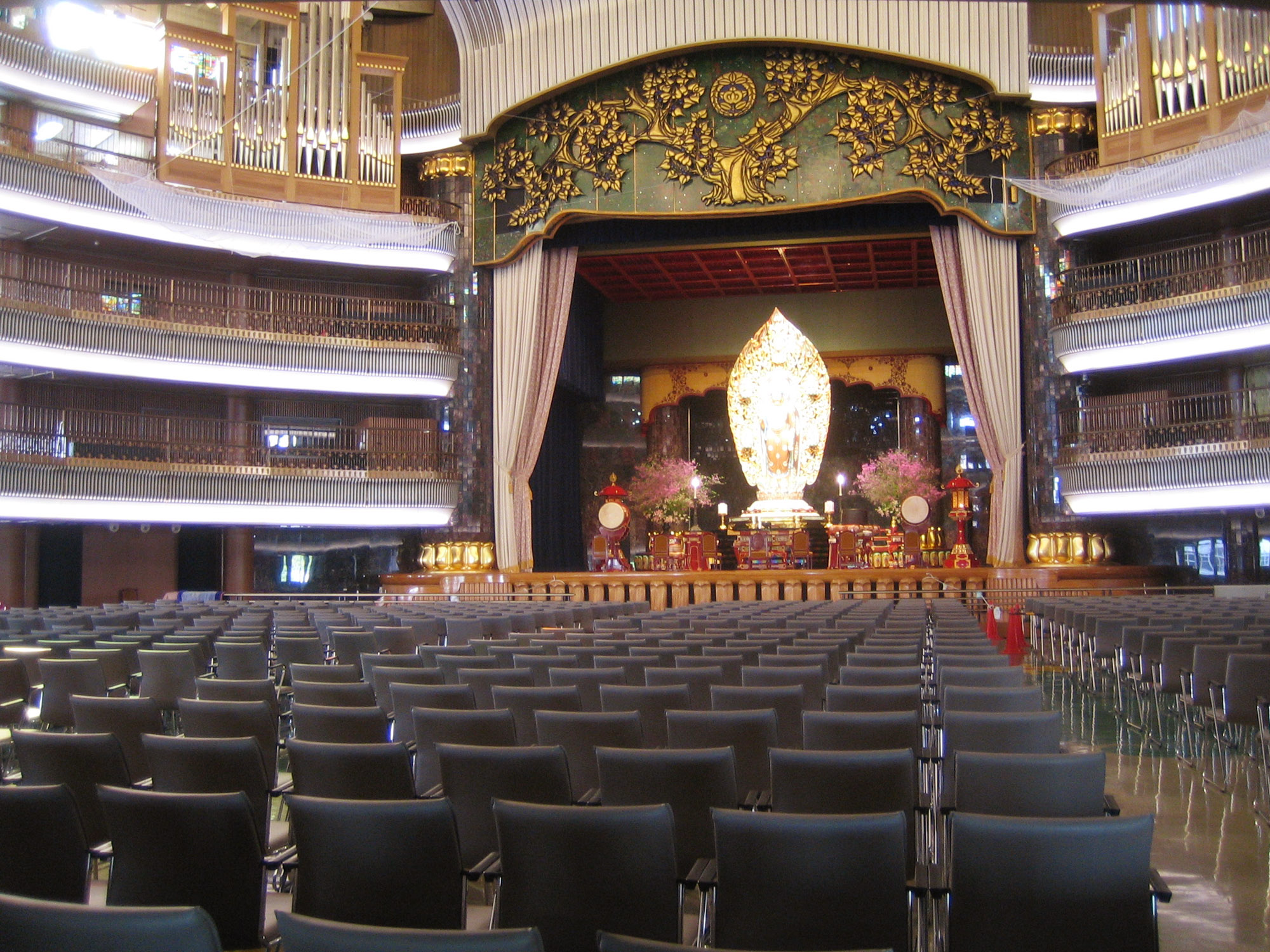
本部修道場-大聖堂

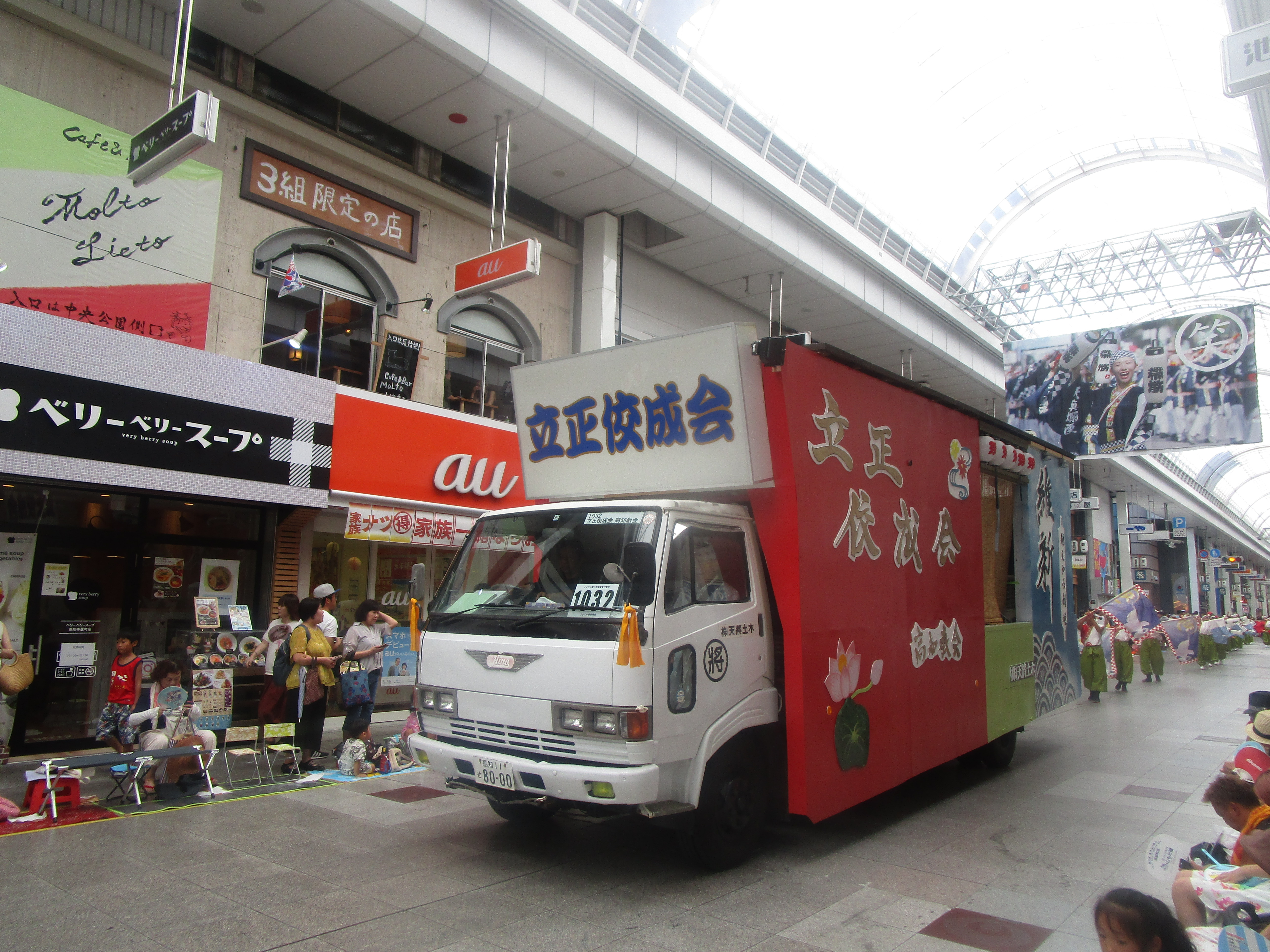
宣傳車

## 創立
由開祖（創始人）庭野日敬及脇祖長沼妙佼，帶領三十餘名會員，於1938年3月5日共同創立。

## 教義
以法華三部經（《無量義經》、《妙法蓮華經》、《佛說觀普賢菩薩行法經》），以及釋迦牟尼佛的教法為依據，冀以此改建社會，創造和平的世界。

## 文教事業體系
- 東京佼成管樂團
- 普門館
- 佼成出版社
- 佼成學園中學
- 佼成學園高校
- 佼成學園女子中學
- 佼成學園女子高校
- 芳澍女學院情報國際專門學校

## 醫療事業體系
- 佼成醫院

## 主要道場
- 国内の教会・拠点 （页面存档备份，存于）
- 海外の教会・拠点 （页面存档备份，存于）

## 連結
- 立正佼成會（日本官網） （页面存档备份，存于）
- 立正佼成會台南教會 （页面存档备份，存于）